# Bolivia ai Giochi della XXI Olimpiade
La Bolivia partecipò ai Giochi della XXI Olimpiade che si sono svolti a Montréal dal 17 luglio al 1º agosto 1976, con una delegazione di quattro atleti impegnati in altrettante discipline. Fu la quinta partecipazione di questo paese ai Giochi estivi. Non fu conquistata nessuna medaglia.